# Călin Moldovan
Călin Moldovan (n. 10 iulie 1981) este un jucător de fotbal român care evoluează la clubul FC Hunedoara.